# Liste des groupes désignés comme terroristes
Un certain nombre de gouvernements nationaux et deux organisations internationales ont créé des listes d'organisations qu'ils désignent comme terroristes. La liste des groupes terroristes désignés répertorie les groupes désignés comme terroristes par les gouvernements nationaux actuels et anciens, et les organisations intergouvernementales. De telles désignations ont souvent eu un effet significatif sur les activités des groupes. De nombreuses organisations qui ont été désignées comme terroristes ont nié avoir utilisé le terrorisme comme tactique militaire pour atteindre leurs objectifs, et il n'y a pas de consensus international sur la définition juridique du terrorisme,. Certaines organisations ont plusieurs ailes ou composantes, dont une ou plusieurs peuvent être désignées comme terroristes tandis que d'autres ne le sont pas.
Cette liste n'inclut pas les individus non-affiliés accusés de terrorisme, qui sont considérés comme loups solitaires. Cette liste exclut également les groupes qui pourraient être largement considérés comme terroristes, mais qui ne sont pas officiellement désignés comme tels selon les critères spécifiés ci-dessus.

## Organisations actuellement officiellement désignées comme terroristes par divers gouvernements
| Organisations | Organisations                                                                                           | Désignateur |
| --- | --- | --- |
| Les organisations répertoriées par le Comité du Conseil de sécurité des Nations unies conformément aux résolutions 1267 (1999), 1989 (2011) et 2253 (2015) concernant l'État islamique d’Irak et du Levant (Daech), Al-Qaida et les individus, groupes, entreprises et entités. | | |
| | Abou Sayyaf                                                                                             | Nations unies, Argentine, Australie, Bahreïn, Canada, Malaisie, Nouvelle-Zélande, Philippines, Émirats arabes unis,, Royaume-Uni, États-Unis |
| | Al Haramein                                                                                             | Nations unies, Argentine, Bahreïn, Iraq, Nouvelle-Zélande, Pakistan, Russie |
| | Al-Ittihad al-Islami                                                                                    | Nations unies, Argentine, Nouvelle-Zélande, Royaume-Uni |
| | Al-Mourabitoun                                                                                          | Nations unies, Argentine, Australie, Bahreïn, Canada, Iraq,, Nouvelle-Zélande, Émirats arabes unis,, Royaume-Uni, États-Unis |
| | Al-Qaïda                                                                                                | Nations unies, Union européenne, Argentine, Australie, Bahreïn, Brésil, Canada, Chine, Inde, Iran, Irlande, Israël,, Japon, Kazakhstan, Kirghizistan, Malaisie, Nouvelle-Zélande, Pakistan, Paraguay, Russie, Arabie saoudite, Tajikistan, Turquie, Émirats arabes unis,, Royaume-Uni, États-Unis                                                              |
| | Al-Qaïda dans la péninsule arabique                                                                     | Nations unies, Argentine, Australie, Bahreïn, Canada, Malaisie, Nouvelle-Zélande, Arabie saoudite, Émirats arabes unis,, États-Unis |
| | Al-Qaïda au Maghreb islamique                                                                           | Nations unies, Argentine, Australie, Bahreïn, Canada, Malaisie, Nouvelle-Zélande, Russie, Émirats arabes unis,, États-Unis |
| | Ansar al-Charia (Libye)                                                                                 | Nations unies, Argentine, Bahreïn, Iraq, Nouvelle-Zélande, Turquie, Émirats arabes unis,, Royaume-Uni, États-Unis |
| | Ansar al-Charia en Tunisie                                                                              | Nations unies, Argentine, Bahreïn, Iraq, Nouvelle-Zélande Tunisia, Émirats arabes unis,, Royaume-Uni, États-Unis |
| | Ansar al-Islam                                                                                          | Nations unies, Argentine, Australie, Bahreïn, Canada, Nouvelle-Zélande, Émirats arabes unis,, Royaume-Uni, États-Unis |
| | Ansar Dine                                                                                              | Nations unies, Argentine, Bahreïn, Iraq, Nouvelle-Zélande, Émirats arabes unis,, États-Unis, Canada |
| | Ansaru                                                                                                  | Nations unies, Bahreïn, Iraq,, Nouvelle-Zélande, Royaume-Uni, États-Unis |
| | Boko Haram                                                                                              | Nations unies, Australie, Bahreïn, Canada, Iraq,, Malaisie, Nouvelle-Zélande, Turquie,, Émirats arabes unis, Royaume-Uni, États-Unis |
| | Brigades Abdullah Azzam                                                                                 | Nations unies, Argentine, Bahreïn, Canada, Iraq, Nouvelle-Zélande, Émirats arabes unis,, Royaume-Uni, États-Unis |
| | Émirat du Caucase                                                                                       | Nations unies, Argentine, Bahreïn, Canada, Nouvelle-Zélande, Russie, Émirats arabes unis,, Royaume-Uni, États-Unis |
| | État islamique dans le Grand Sahara                                                                     | Nations unies, Argentine, Canada, Iraq, Nouvelle-Zélande, États-Unis |
| | État islamique (EIIL, ISIL)                                                                             | Nations unies, Union européenne, Argentine, Australie , Azerbaïdjan, Bahreïn, Canada, Chine, Égypte, Inde, Iraq,, Iran, Israël, Jordan, Kazakhstan Koweït, Kirghizistan, Liban,, Paraguay, Malaisie, Nouvelle-Zélande, Pakistan, Paraguay, Syrie[réf. nécessaire], Russie, Arabie saoudite, Tajikistan, Turquie, Émirats arabes unis,, Royaume-Uni, États-Unis |
| | État islamique au Khorassan                                                                             | Nations unies, Argentine, Australie, Canada, Iraq, Nouvelle-Zélande, Inde, États-Unis |
| | État islamique en Libye                                                                                 | Nations unies, Australie, Iraq, États-Unis |
| | État islamique au Yémen                                                                                 | Nations unies, Iraq, États-Unis |
| | État islamique en Afrique de l'Ouest                                                                    | Nations unies, États-Unis |
| | Front al-Nosra                                                                                          | Nations unies, Argentine, Australie, Bahreïn, Canada, Iran, Iraq,, Kazakhstan, Koweït, Kirghizistan, Liban, Malaisie, Nouvelle-Zélande, Syrie,, Russie, Arabie saoudite, Tajikistan, Turquie,, Émirats arabes unis,, Royaume-Uni, États-Unis |
| | Groupe islamique armé (Algérie)                                                                         | Nations unies, Argentine, Bahreïn, Canada, Nouvelle-Zélande, Royaume-Uni, |
| | Groupe islamique combattant en Libye                                                                    | Nations unies, Argentine, Bahreïn, Nouvelle-Zélande |
| | Groupe islamique combattant marocain                                                                    | Nations unies, Argentine, Bahreïn, Nouvelle-Zélande, Royaume-Uni, |
| | Groupe de soutien à l'islam et aux musulmans (Jama'at Nasr al-Islam wal Muslimin)                       | Nations unies, Canada, Iraq, Nouvelle-Zélande, Royaume-Uni, États-Unis |
| | Groupe Wagner                                                                                           | Estonie , France , Lituanie , Royaume-Uni , Ukraine |
| | Harkat-ul-Jihad-al-Islami                                                                               | Nations unies, Argentine, Bahreïn, Nouvelle-Zélande, Royaume-Uni, États-Unis |
| | Harakat ul-Mujahidin                                                                                    | Nations unies, Bahreïn, Canada, Nouvelle-Zélande, Inde, Royaume-Uni, États-Unis |
| | Harakat Cham al-Islam                                                                                   | Nations unies, Argentine, Bahreïn, Nouvelle-Zélande, États-Unis |
| | Harkat ul-Ansar                                                                                         | Nations unies, Australie, Canada, Nouvelle-Zélande, Inde, Pakistan |
| | Hayat Tahrir al-Cham                                                                                    | Nations unies, Argentine, Syrie[réf. nécessaire], Nouvelle-Zélande, Russie, Turquie, Royaume-Uni, États-Unis |
| | Jaish-e-Mohammed                                                                                        | Nations unies, Australie, Bahreïn, Canada, Inde, Nouvelle-Zélande, Pakistan, Émirats arabes unis,, Royaume-Uni, États-Unis |
| | Jaych Aden Al Islami-Abyane                                                                             | Nations unies, Argentine, Bahreïn, Nouvelle-Zélande, Royaume-Uni |
| | Jaych al-Mouhajirine wal-Ansar                                                                          | Nations unies, Bahreïn, Canada, Nouvelle-Zélande, États-Unis |
| | Jamaat-ul-Ahrar                                                                                         | Nations unies, Argentine, Nouvelle-Zélande, Pakistan, Royaume-Uni, États-Unis |
| | Jemaah Ansharut Daulah                                                                                  | Nations unies |
| | Jemaah Ansharut Tauhid (en)                                                                             | Nations unies, Bahreïn, Malaisie, Nouvelle-Zélande, États-Unis |
| | Jemaah Islamiyah                                                                                        | Nations unies, Argentine, Australie, Bahreïn, Canada, Malaisie, Nouvelle-Zélande, Royaume-Uni, États-Unis |
| | Jihad islamique égyptien                                                                                | Nations unies, Argentine, Bahreïn, Canada, Nouvelle-Zélande, Russie, Royaume-Uni |
| | Jound al-Aqsa                                                                                           | Nations unies, Argentine, Malaisie, Nouvelle-Zélande, Arabie saoudite, Royaume-Uni, États-Unis |
| | Jound al-Khilafah                                                                                       | Nations unies, Argentine, Bahreïn, Kazakhstan, Nouvelle-Zélande, Royaume-Uni |
| | Katibat al-Imam al-Bukhari (en)                                                                         | Nations unies, Argentine, Iraq, Nouvelle-Zélande, Kirghizistan, États-Unis |
| | Lashkar-e-Jhangvi                                                                                       | Nations unies, Argentine, Australie, Bahreïn, Canada, Nouvelle-Zélande, Pakistan, Royaume-Uni, États-Unis |
| | Lashkar-e-Toiba                                                                                         | Nations unies, Argentine, Australie, Bahreïn, Canada, Inde, Pakistan, Tajikistan, Nouvelle-Zélande, Russie, Émirats arabes unis,, Royaume-Uni, États-Unis |
| | Moudjahidin d'Indonésie de l'Est (en)                                                                   | Nations unies, Argentine, Bahreïn, Malaisie, Nouvelle-Zélande, Royaume-Uni |
| | Mouvement islamique d'Ouzbékistan                                                                       | Nations unies, Argentine, Australie, Bahreïn, Canada, Chine, Kazakhstan, Kirghizistan, Nouvelle-Zélande, Pakistan, Russie, Tajikistan, Émirats arabes unis,, Royaume-Uni, États-Unis |
| | Mouvement pour l'unicité et le jihad en Afrique de l'Ouest                                              | Nations unies, Argentine, Bahreïn, Canada, Nouvelle-Zélande, États-Unis[réf. nécessaire] |
| | Parti islamique du Turkestan                                                                            | Nations unies, Union européenne, Argentine, Bahreïn, Canada, Chine, Kazakhstan, Kirghizistan, Malaisie, Nouvelle-Zélande, Pakistan, Russie, Tajikistan, Turquie, Émirats arabes unis,, Royaume-Uni |
| | Réseau Haqqani                                                                                          | Nations unies, Argentine, Canada, Nouvelle-Zélande, Émirats arabes unis,, Royaume-Uni, États-Unis |
| | Société de renouveau du patrimoine islamique (en)                                                       | Nations unies, Bahreïn, Nouvelle-Zélande, Russie |
| | Tehrik-e-Taliban Pakistan                                                                               | Nations unies, Argentine, Bahreïn, Canada, Nouvelle-Zélande, Pakistan, Émirats arabes unis,, Royaume-Uni, États-Unis |
| | Union du Jihad islamique (en)                                                                           | Nations unies, Argentine, Chine, Kirghizistan, Nouvelle-Zélande, Pakistan, Royaume-Uni, États-Unis |
| | Usbat al-Ansar                                                                                          | Nations unies, Argentine, Bahreïn, Canada, Kazakhstan, Nouvelle-Zélande, Russie, Émirats arabes unis,, Royaume-Uni, États-Unis |
| Autres organisations | | |
| | Branche de Crimée du Secteur droit                                                                      | Russie |
| | Akhil Bharat Nepali Ekta Samaj (en)                                                                     | Inde |
| | Al-Aqsa Foundation                                                                                      | Union européenne |
| | Al-Badr (Jamou et Cachemire) (en)                                                                       | Inde |
| | Al Goubaraa (en)                                                                                        | Royaume-Uni |
| | Al-Qaïda dans le sous-continent indien                                                                  | Australie, Canada, Inde, Pakistan, États-Unis |
| | Al-Umar-Mujahideen (en)                                                                                 | Inde |
| | Alex Boncayao Brigade (en)                                                                              | États-Unis |
| | Ansar Khalifa Philippines (en)                                                                          | Australie, Malaisie |
| | Ansarul Islam                                                                                           | Royaume-Uni, États-Unis |
| | Armée de l'islam (Gaza)                                                                                 | Émirats arabes unis,, États-Unis |
| | Armée de libération du Garo (en)                                                                        | Inde |
| | Armée de libération du Tamil Nadu (en)                                                                  | Inde |
| | Armée de libération nationale                                                                           | Union européenne, Canada, Nouvelle-Zélande, États-Unis, Vénézuéla (Assemblée nationale), Colombie |
| | Armée de résistance du Seigneur (Lord's Resistance Army)                                                | Union africaine, États-Unis |
| | Armée des hommes de la Naqshbandiyya                                                                    | Iraq, États-Unis |
| | Armée du peuple paraguayen                                                                              | Paraguay, États-Unis |
| | Armée du salut des Rohingya de l'Arakan                                                                 | Malaisie, Myanmar |
| | Armée républicaine irlandaise (IRA)                                                                     | Royaume-Uni. |
| | Armée républicaine irlandaise de la Continuité                                                          | Nouvelle-Zélande, Royaume-Uni, États-Unis |
| | Armée républicaine irlandaise véritable (Real Irish Republican Army)                                    | Nouvelle-Zélande, Royaume-Uni, États-Unis |
| | Asaïb Ahl al-Haq                                                                                        | Émirats arabes unis, États-Unis |
| | Assemblée du Royaume d'Iran                                                                             | Iran |
| | Aum Shinrikyō                                                                                           | Canada, Japon, Kazakhstan, Russie, États-Unis |
| | Avant-garde de la conquête                                                                              | Canada |
| | Babbar Khalsa                                                                                           | Union européenne, Canada, Inde, Japon, Malaisie, Royaume-Uni |
| | La Base                                                                                                 | Union européenne , Australie , Canada , Nouvelle-Zélande , Royaume-Uni |
| | Brigades Al-Ashtar (en)                                                                                 | Bahreïn, Canada, Royaume-Uni, États-Unis |
| | Brigades des martyrs d'Al-Aqsa                                                                          | Union européenne, Canada, Nouvelle-Zélande, États-Unis |
| | Brigade des martyrs de Yarmouk                                                                          | États-Unis |
| | Brigade du jour promis                                                                                  | Émirats arabes unis |
| | Brigades Izz al-Din al-Qassam                                                                           | Union européenne, Australie, Canada, Israël, Nouvelle-Zélande, Royaume-Uni, États-Unis, Organisation des États américains |
| | Blood & Honour                                                                                          | Canada |
| | Centre communiste maoïste (Maoist Communist Centre of India)                                            | Inde |
| | Centre d'information du Turkestan oriental (en)                                                         | Chine |
| | Centre pour les actions et stratégies non violentes appliquées                                          | Émirats arabes unis, |
| | Coalition de la Jeunesse du 14 février (en)                                                             | Bahreïn |
| | Combat 18                                                                                               | Canada, |
| | Combattants pour la liberté islamique de Bangsamoro (en)                                                | Australie, Malaisie |
| | Comité de bienfaisance et de secours aux Palestiniens (CBSP)                                            | Israël |
| | Congrès des peuples d'Ichkérie et du Daguestan (en)                                                     | Russie |
| | Congrès mondial des Ouïghours                                                                           | Chine |
| | Conseil de la Choura des révolutionnaires de Benghazi                                                   | Bahreïn, Égypte, Arabie saoudite, Émirats arabes unis |
| | Conseil des moudjahidin d'Indonésie (en)                                                                | États-Unis |
| | Conseil Moudjahidin Shoura des environs de Jérusalem                                                    | Canada, Émirats arabes unis, États-Unis |
| | Conseil national socialiste du Nagaland (en)                                                            | Inde |
| | Conspiration des cellules de feu                                                                        | États-Unis |
| | Corps des Gardiens de la révolution islamique                                                           | Bahreïn, Arabie saoudite, États-Unis |
| | Cumann na mBan                                                                                          | Royaume-Uni |
| | Deendar Anjuman (en)                                                                                    | Inde |
| | Division Atomwaffen                                                                                     | Grande-Bretagne, Canada, Australie |
| | Dukhtaran-e-Millat (en)                                                                                 | Inde |
| | Église de l'Unification                                                                                 | Kirghizistan |
| | État islamique en Afrique centrale                                                                      | États-Unis |
| | État islamique, Province du Sinaï                                                                       | Australie, Canada, Malaisie, Nouvelle-Zélande, Qatar, États-Unis |
| | Euskadi ta Askatasuna (ETA)                                                                             | Union européenne, Canada, Nouvelle-Zélande, Royaume-Uni, États-Unis |
| | Fatah-Conseil révolutionnaire                                                                           | Union européenne, Canada, Royaume-Uni |
| | Faucons de la liberté du Kurdistan                                                                      | Union européenne, Australie, Royaume-Uni, États-Unis |
| | Fianna Éireann                                                                                          | Royaume-Uni |
| | Force 17                                                                                                | Israël, Royaume-Uni |
| | Force Al-Qods                                                                                           | Bahreïn, Canada, Israël, Arabie saoudite, États-Unis |
| | Force de libération du Khalistan (en)                                                                   | Inde |
| | Forces de défense du peuple                                                                             | Australie, Royaume-Uni |
| | Force du Tigre de tout Tripura (en)                                                                     | Inde |
| | Force Zindabad du Khalistan (en)                                                                        | Union européenne, Inde |
| | Forces armées des États-Unis, United States Central Command et Département de la Défense des États-Unis | Iran |
| | Forces armées révolutionnaires de Colombie (FARC)                                                       | Canada, Nouvelle-Zélande, États-Unis, Vénézuéla (Assemblée nationale) |
| | Frères musulmans                                                                                        | Organisation du traité de sécurité collective, Bahreïn, Égypte, Libye (Chambre des représentants (Libye), Kazakhstan, Russie, Syrie, Arabie saoudite, Tajikistan, Émirats arabes unis, |
| | Front de libération de la Palestine (FLP)                                                               | Canada, Israël, États-Unis |
| | Front de libération du Baloutchistan                                                                    | Union européenne, Pakistan, Royaume-Uni, États-Unis, |
| | Front de libération du peuple du Tigré                                                                  | Éthiopie |
| | Front de libération nationale de Tripura (en)                                                           | Inde |
| | Front de libération oromo                                                                               | Éthiopie |
| | Front démocratique national de Bodoland                                                                 | Inde |
| | Front islamique du Grand Orient                                                                         | Union européenne, Turquie |
| | Front populaire de libération de la Palestine                                                           | Union européenne, Canada, États-Unis |
| | Front populaire de libération de la Palestine-Commandement général                                      | Union européenne, Canada, Royaume-Uni, États-Unis |
| | Front populaire de libération de Manipour                                                               | Inde |
| | Front révolutionnaire antifasciste et patriote                                                          | Espagne |
| | Front uni de libération de l'Assam                                                                      | Inde |
| | Front uni de libération national (en)                                                                   | Inde |
| | Gamaa al-Islamiya (Égypte)                                                                              | Union européenne, Canada, Israël, Russie, Émirats arabes unis,, Royaume-Uni, États-Unis |
| | Groupes de résistance antifasciste du premier octobre                                                   | Union européenne |
| | Gouvernement d'unité nationale de Birmanie                                                              | Myanmar |
| | Gouvernement national provisoire du Vietnam (en) (Troisième république du Viet-Nam)                     | Vietnam |
| | Hamas                                                                                                   | Union européenne, Canada, Israël, Paraguay, États-Unis, Organisation des États américains |
| | Harakat al-Chabab al-Moudjahidin                                                                        | Australie, Canada, Malaisie, Nouvelle-Zélande, Émirats arabes unis,, Royaume-Uni, États-Unis |
| | Harakat Hezbollah al-Nujaba                                                                             | États-Unis |
| | Harakat-Ul-Mujahideen/Alami                                                                             | Royaume-Uni |
| | Harkat-ul-Jihad-al-Islami Bangladesh (en)                                                               | Nouvelle-Zélande, Royaume-Uni, États-Unis |
| | Haut Conseil militaire Majlisul Shoura des Forces moudjahidine unies du Caucase                         | Russie |
| | Hezb-e-Islami Gulbuddin                                                                                 | Canada |
| | Hezbollah                                                                                               | Ligue arabe, Conseil de coopération du Golfe, Argentine, Bahreïn, Canada, Colombie, Germany, Honduras, Israël, Malaisie, Paraguay, Arabie saoudite, Émirats arabes unis, Royaume-Uni, États-Unis |
| | Hezbollah Al-Hejaz (en)                                                                                 | Arabie saoudite, Émirats arabes unis, |
| | Hezbollah (branche militaire)                                                                           | Union européenne, Bahreïn, Canada, Malaisie, Nouvelle-Zélande, Arabie saoudite, Émirats arabes unis, Royaume-Uni, États-Unis |
| | Hezbollah (Organisation de sécurité extérieure)                                                         | Argentine, Australie, Bahreïn, Canada, Malaisie, Arabie saoudite, Émirats arabes unis, Royaume-Uni, États-Unis |
| | Hezbollah kurde                                                                                         | Turquie |
| | Hizb ut-Tahrir                                                                                          | Chine, Égypte, Iran, Kazakhstan, Pakistan, Russie, Arabie saoudite, Tunisia, Tajikistan, Turquie, |
| | Hizboul Moujahidin (en)                                                                                 | Union européenne, Inde, États-Unis, Canada |
| | Holy Land Foundation for Relief and Development (en)                                                    | Union européenne, Israël |
| | Houthis                                                                                                 | Malaisie, Arabie saoudite, Émirats arabes unis, |
| | International Relief Fund for the Afflicted and Needy-Canada                                            | Canada, |
| | International Sikh Youth Federation                                                                     | Union européenne, Canada, Inde Japon |
| | Interpal                                                                                                | Israël |
| | Irish National Liberation Army                                                                          | Royaume-Uni |
| | Irish People's Liberation Organisation                                                                  | Royaume-Uni |
| | Islamic Jihad – Jamaat Mujahideen                                                                       | Russie |
| | Jamaat al Dawa al Quran (en)                                                                            | États-Unis |
| | Jamaat Ul-Furquan (en)                                                                                  | Royaume-Uni |
| | Jamaat-ul-Mujahideen Bangladesh                                                                         | Inde, Malaisie, Royaume-Uni |
| | Jamiat al-Islah al-Idzhtimai                                                                            | Russie |
| | Jamiat-e Islami                                                                                         | Russie |
| | Jewish Underground (en)                                                                                 | Israël |
| | Jihad islamique palestinien                                                                             | Union européenne, Australie, Canada, Israël, Japon, Nouvelle-Zélande, Royaume-Uni, États-Unis |
| | Jound al-Cham                                                                                           | Russie |
| | Joundallah                                                                                              | Iran, Nouvelle-Zélande, États-Unis |
| | Kach et Kahane Chai                                                                                     | Union européenne, Canada, Israël, Japon, États-Unis |
| | Kanglei Yawol Kanna Lup (en)                                                                            | Inde |
| | Kataeb Hezbollah                                                                                        | Émirats arabes unis,, États-Unis |
| | Katiba Macina                                                                                           | Canada |
| | Khalistan Commando Force (en)                                                                           | Inde |
| | Koma Civakên Kurdistanê                                                                                 | Turquie |
| | Komala–CPI                                                                                              | Iran, |
| | Komala–KTP                                                                                              | Iran |
| | Komala–PIK                                                                                              | Iran, |
| | Krasnoyarsk Jamaat                                                                                      | Russie |
| | Ku Klux Klan                                                                                            | ville de Charleston (Caroline du Sud) |
| | Lehi (Groupe Stern)                                                                                     | Israël, Grande-Bretagne |
| | Liwa Fatemiyoun                                                                                         | Canada |
| | Loyalist Volunteer Force                                                                                | Union européenne, Royaume-Uni |
| | Lutte révolutionnaire (Epanastatikos Agonas)                                                            | Union européenne, États-Unis |
| | Milice du peuple nommé d'après Minine et Pozharsky (en)                                                 | Russie |
| | Moudjahidin indiens                                                                                     | Canada, Inde, Nouvelle-Zélande, Émirats arabes unis, Royaume-Uni, États-Unis |
| | Mouvement de libération nationale d'Ahwaz (en)                                                          | Iran, |
| | Mouvement de lutte arabe pour la libération d'Ahwaz                                                     | Iran |
| | Mouvement des Partisans d'Iran (en)                                                                     | Iran |
| | Mouvement Gülen                                                                                         | Conseil de coopération du Golfe, Pakistan, Turquie, Chypre du Nord |
| | Mouvement Hazm                                                                                          | Canada, Égypte, Royaume-Uni, États-Unis |
| | Mouvement islamique des étudiants d'Inde (en)                                                           | Inde |
| | Mouvement mondial tamoul (en)                                                                           | Canada |
| | Mouvement pour la liberté du Bahreïn (en)                                                               | Bahreïn |
| | Mouvement impérial russe (Русское Имперское Движениe)                                                   | États-Unis, Canada |
| | Mouvement sabirine                                                                                      | Canada, États-Unis |
| | National Action                                                                                         | Royaume-Uni |
| | Noyaux révolutionnaires (en)                                                                            | Union européenne, Grande-Bretagne |
| | Opposition syrienne                                                                                     | Iran, Russie, Syrie |
| | Organisation Badr                                                                                       | Émirats arabes unis |
| | Organisation de libération du Kamtapur                                                                  | Inde |
| | Organisation de libération du Turkestan oriental                                                        | Chine, Kazakhstan, Kirghizistan, Arabie saoudite |
| | Organisation des moudjahiddines du peuple iranien                                                       | Iran, Iraq, Japon |
| Conseil national de la résistance iranienne | Iran | |
| | Organisation pour une Papouasie libre                                                                   | Indonesia |
| | Organisation révolutionnaire du 17-Novembre                                                             | Union européenne, Royaume-Uni |
| | Parti communiste d'Inde (maoïste)                                                                       | Inde |
| | Parti communiste d'Inde (marxiste–léniniste)                                                            | Inde |
| | Parti communiste des Philippines/ Nouvelle Armée populaire                                              | Union européenne, Nouvelle-Zélande, Philippines, États-Unis |
| | Parti communiste de Turquie/marxiste-léniniste                                                          | Turquie |
| | Parti communiste de Kamtapour (en)                                                                      | Inde |
| | Parti communiste maoïste (Turquie)                                                                      | Turquie |
| | Parti communiste marxiste-léniniste (Turquie)                                                           | Turquie |
| | Parti de l'union démocratique                                                                           | Turquie |
| | Parti de la liberté du Kurdistan                                                                        | Iran |
| | Parti de la renaissance islamique du Tadjikistan                                                        | Tajikistan |
| | Parti démocratique du Kurdistan                                                                         | Iran |
| | Parti démocratique du Kurdistan d’Iran                                                                  | Iran |
| | Parti démocratique du Kurdistan-Nord (en)                                                               | Turquie |
| | Parti des travailleurs du Kurdistan                                                                     | Union européenne, Australie, Autriche, Azerbaïdjan, Canada, Finlande, Iran, Japon, Kazakhstan, Kirghizistan, Nouvelle-Zélande, Suède, Syrie, Turquie, Royaume-Uni, États-Unis |
| | Parti pour une vie libre au Kurdistan                                                                   | Iran, Turquie, États-Unis |
| | Parti révolutionnaire du Kurdistan                                                                      | Turquie |
| | Parti révolutionnaire du peuple de Kangleipak (en)                                                      | Inde |
| | Parti-Front de libération des peuples de Turquie                                                        | Royaume-Uni |
| | Parti-Front révolutionnaire de libération du peuple                                                     | Union européenne, Japon, Nouvelle-Zélande, Turquie, Royaume-Uni, États-Unis |
| | People's Liberation Army of Manipur                                                                     | Inde |
| | Proud Boys                                                                                              | Canada |
| | Province du Sinaï (organisation)                                                                        | Australie, Canada, Égypte, Nouvelle-Zélande, Émirats arabes unis,, Royaume-Uni, États-Unis |
| | Red Hand Commandos                                                                                      | Royaume-Uni |
| | Red Hand Defenders                                                                                      | Union européenne, Royaume-Uni |
| | République populaire de Donetsk                                                                         | Ukraine, |
| | République populaire de Lougansk                                                                        | Ukraine, |
| | Réseau (Russie) (en) (Cеть)                                                                             | Russie |
| | Réseau Hofstad                                                                                          | Union européenne |
| | Resistência Galega                                                                                      | Espagne |
| | Saor Éire                                                                                               | Royaume-Uni |
| | Saraya al-Mukhtar (en)                                                                                  | Bahreïn, Égypte, Arabie saoudite, Émirats arabes unis |
| | Secte des Révolutionnaires (en)                                                                         | États-Unis |
| | La Secte sauvée (en) (Al-Firqat un-Naajiyah)                                                            | Royaume-Uni |
| | Sentier lumineux                                                                                        | Union européenne, Canada, Japon, Nouvelle-Zélande, États-Unis |
| | Sipah-e Sahaba Pakistan                                                                                 | Pakistan, Royaume-Uni |
| | Soldats d'Égypte (en) (Agnad Misr)                                                                      | Égypte, Émirats arabes unis,, Royaume-Uni, États-Unis |
| | Sonnenkrieg Division                                                                                    | Royaume-Uni |
| | Tablighi Jamaat                                                                                         | Kazakhstan, Tajikistan |
| | Takfirisme                                                                                              | Union européenne, Kazakhstan, Kirghizistan |
| | Talibans                                                                                                | Canada, Tajikistan, Émirats arabes unis, |
| | Tanzim                                                                                                  | Israël |
| | Tehrik-e-Nifaz-e-Shariat-e-Mohammadi                                                                    | Pakistan, Royaume-Uni |
| | Tevhid-Selam (Al-Quds Army)                                                                             | Turquie |
| | Tigres de libération de l'Îlam tamoul                                                                   | Union européenne, Canada Inde, Malaisie, Sri Lanka, Royaume-Uni, États-Unis |
| | Troupes nationales tamoules de récupération (en)                                                        | Inde |
| | Ulster Defence Association                                                                              | Union européenne, Royaume-Uni |
| | Ulster Volunteer Force                                                                                  | Royaume-Uni |
| | Union internationale des Savants Musulmans (en)                                                         | Bahreïn, Égypte, Arabie saoudite,, Émirats arabes unis, |
| | Unités de protection du peuple                                                                          | Turquie, Qatar |
| | Việt Tân                                                                                                | Vietnam |
| | Volontaires Orange (en)                                                                                 | Union européenne, Royaume-Uni |

## Organisations anciennement désignées comme terroristes
Vous trouverez ci-dessous la liste des organisations qui ont été officiellement désignées comme terroristes dans le passé, par les parties respectives, mais qui ont depuis été radiées. Certaines sont retirées des listes parce qu'elles ont disparu.
| Organisation                                | Organisation                                            | Désignateurs |
| ------------------------------------------- | ------------------------------------------------------- | --- |
|                                             | Armée rouge japonaise                                   | États-Unis (8 octobre 1997 – 8 octobre 2001) |
|                                             | Aum Shinrikyō                                           | Union européenne (? – 18 juillet 2011,) |
|                                             | Autodéfenses unies de Colombie                          | Union européenne (? – 18 juillet 2011,), États-Unis (2001–2014) |
|                                             | Branche étasunienne de la Fondation al-Haramain         | Nouvelle-Zélande (?–2014) |
|                                             | Congrès national africain (ANC)                         | Afrique du Sud (16 décembre 1961 – 11 février 1990), États-Unis (août 1988 – 2008,)                                                                                                |
|                                             | Fatah-Conseil révolutionnaire (Organisation Abou Nidal) | États-Unis (8 octobre 1997 – 1er juin 2017) |
|                                             | Forces armées révolutionnaires de Colombie (FARC)       | Union européenne (2001 – 13 novembre 2017) |
|                                             | Front de libération de la Palestine (FLP)               | Royaume-Uni (? – 12 juillet 2010,) |
|                                             | Front national de libération de l'Ogaden                | Éthiopie (? – 2018) |
|                                             | Front de libération du Québec                           | Canada (1er avril 1963 – 1971) |
|                                             | Front de libération oromo                               | Éthiopie (? – 2018) |
|                                             | Front démocratique pour la libération de la Palestine   | États-Unis (10 août 1997 – 10 août 1999) |
|                                             | Front patriotique Manuel Rodríguez                      | United States (8 octobre 1997 – 8 octobre 1999) |
|                                             | Ginbot 7 (en)                                           | Éthiopie (? – 2018) |
|                                             | Groupe islamique armé                                   | États-Unis (8 octobre 1997 – 15 octobre 2010) |
|                                             | Groupe islamique combattant en Libye                    | Royaume-Uni (? - novembre 2019), États-Unis |
|                                             | Groupe islamique combattant marocain                    | États-Unis |
|                                             | Houthis                                                 | États-Unis (19 janvier 2021 - 5 février 2021) |
|                                             | Hynniewtrep National Liberation Council                 | Inde (16 novembre 2000 – 2011,) |
|                                             | Kach et Kahane Chai                                     | Union européenne (? – 12 juillet 2010,) |
| 1975                                        | Khmers rouges                                           | États-Unis (8 octobre 1997 – 8 octobre 1999) |
|                                             | Mouvement révolutionnaire Túpac Amaru                   | États-Unis (10 août 1997 – 8 octobre 2001) |
|                                             | Nuclei di Iniziativa Proletaria                         | Union européenne (?–2007) |
|                                             | Nuclei Iniziativa Proletaria Rivoluzionaria (it)        | Union européenne (?–2007) |
|                                             | Nuclei Territoriali Antimperialisti                     | Union européenne (?–2007) |
|                                             | Organisation de libération de la Palestine (OLP)        | Royaume-Uni (1988 – 1991) |
|                                             | Organisation des moudjahiddines du peuple iranien       | Union européenne (mai 2002 – 26 janvier 2009), Canada (24 mai 2005 – 20 décembre 2012), Royaume-Uni (28 mars 2001 – 24 juin 2008), États-Unis (8 juillet 1997 – 28 septembre 2012) |
| Conseil national de la résistance iranienne | États-Unis (15 août 2003 – 28 septembre 2012)           | |
|                                             | Organisation révolutionnaire du 17-Novembre             | États-Unis |
|                                             | Parti communiste unifié du Népal                        | États-Unis (? – 6 septembre 2012) |
|                                             | Parti islamique du Turkestan                            | États-Unis (? – 2020), |
|                                             | Revolutionary Nuclei (en)                               | États-Unis (10 août 1997 – 18 mai 2009) |
|                                             | Talibans                                                | Kazakhstan (Mars 2005-2023) Kirghizistan (?-2024) Russie (2003-2025) |

## Processus de désignation
Parmi les pays qui publient une liste d'organisations terroristes désignées, certains ont une procédure clairement établie pour l'inscription et la radiation, et certains sont opaques. La Fondation Berghof soutient que les conditions opaques de radiation réduisent l'incitation pour l'organisation à abandonner le terrorisme, tout en alimentant le radicalisme.

### Australie
Depuis 2002, le gouvernement australien tient une liste d'organisations terroristes en vertu de la loi de 2002 portant modification de la législation sur la sécurité (terrorisme). L'inscription, la radiation et la réinscription suivent un protocole qui implique principalement l'Organisation australienne du renseignement de sécurité et le ministère du Procureur général.

### Bahreïn
Le ministère des Affaires étrangères tient une liste publique des personnes et entités terroristes désignées.

### Birmanie
Au Myanmar (anciennement Birmanie), le Comité central antiterroriste est chargé de désigner les organisations terroristes conformément à la loi antiterroriste du pays. Les désignations doivent être approuvées par le gouvernement syndical avant d'être officielles. Il n'y a que deux groupes sur la liste terroriste du Myanmar : l'Arakan Rohingya Salvation Army et l'Arakan Army, déclarés les 25 août 2017 et janvier 2019.

### Canada
Depuis le 18 décembre 2001, l'article 83.05 du Code criminel canadien permet au gouverneur en conseil de tenir une liste des entités qui se livrent au terrorisme, le facilitent ou agissent au nom d'une telle entité.
Un examen est effectué tous les cinq ans par le ministre de la Sécurité publique pour déterminer si une entité doit rester inscrite sur la liste. Les entités peuvent demander une révision judiciaire par le juge en chef de la Cour fédérale. Les examens ministériels et judiciaires sont publiés dans la Gazette du Canada. La liste est également publiée sur le site Web de Sécurité publique Canada.

### République populaire de Chine
En 2003, le ministère de la Sécurité publique a publié une liste des organisations terroristes du « Turkestan oriental » sur son site Internet mps.gov.cn. Cette liste a été traduite en anglais par l'ambassade de la république populaire de Chine aux États-Unis.

### Émirats arabes unis
Le Cabinet des Émirats arabes unis publie périodiquement des résolutions pour inclure des individus et des organisations sur sa liste de terroristes. Le 4 mars 2020 les résolutions publiées sont 2014/41, 2017/18, 2017/28, 2017/45, 2018/24 et 2018/50.

### États-Unis
Le Département d'État des États-Unis tient une liste des organisations terroristes étrangères.

### Inde
En vertu de la loi sur les activités illégales (prévention), le ministère de l'Intérieur tient une liste des organisations interdites.

### Kazakhstan
Le gouvernement du Kazakhstan publie une liste des organisations terroristes interdites par les tribunaux.

### Kirghizistan
Le Kirghizistan tient une liste consolidée des organisations « destructrices, extrémistes et terroristes » officiellement interdites par les tribunaux. Au 26 décembre 2018, la liste comprend 20 organisations et 12 d'entre elles sont désignées comme organisations terroristes,.

### Malaisie
Le ministère de l'Intérieur de la Malaisie tient une liste de sanctions des individus et des organisations impliqués dans des activités terroristes. La liste est régie par la loi de 2001 sur la lutte contre le blanchiment d'argent, le financement du terrorisme et les produits d'activités illégales et est complémentaire aux listes de sanctions du Conseil de sécurité des Nations unies,,.

### Les Nations Unies
Les Nations unies n'ont pas de liste de toutes les organisations terroristes. Au lieu de cela, il a plusieurs listes axées sur les sanctions internationales dans des contextes particuliers. La résolution 1267 du Conseil de sécurité des Nations Unies a établi des listes axées sur Al-Qaïda, les talibans et leurs associés. Le processus d'inscription a ensuite été étendu pour inclure l'État islamique d'Irak et du Levant,.

### Nouvelle-Zélande
La police néo-zélandaise est chargée de coordonner toute demande de désignation en tant qu'entité terroriste adressée au Premier ministre. La désignation d'organisations terroristes est également guidée par le Terrorism Suppression Act 2002. La Nouvelle-Zélande respecte également plusieurs résolutions des Nations unies traitant de la lutte contre le terrorisme, notamment les résolutions 1267, 1989, 2253, 1988 et 1373,,.

### Pakistan
Le gouvernement du Pakistan, en vertu de l'article 11-B de la loi antiterroriste, peut déclarer une organisation soupçonnée d'être concernée par le terrorisme comme organisation interdite ou la mettre sous surveillance. Le ministère de l'Intérieur délivre la notification formelle d'interdiction d'une organisation. L'Autorité nationale de lutte contre le terrorisme s'occupe principalement de surveiller tout signe de réémergence grâce à la coordination du renseignement, une fois qu'une organisation est interdite[réf. nécessaire].

### Philippines
Le premier groupe à être officiellement répertorié comme organisation terroriste en vertu de la loi sur la sécurité humaine de 2007 est Abu Sayyaf le 10 septembre 2015 par le tribunal provincial de Basilan. Le ministère des Affaires étrangères publie une liste des organisations terroristes désignées en vertu de la loi sur la sécurité humaine ou de la loi de 2012 sur la prévention et la répression du financement du terrorisme.
L'adoption de la loi antiterroriste de 2020 a automatiquement reconnu toutes les désignations de groupes terroristes par les Nations unies en vertu de la loi philippine, qui comprend l'État islamique d'Irak et du Levant (EIIL). En vertu de la même loi, le Conseil antiterroriste a été formé pour désigner les groupes comme terroristes.

### Royaume-Uni
Le ministère de l'Intérieur du Royaume-Uni tient une liste des groupes terroristes interdits.

### Russie
Une liste fédérale unique d'organisations reconnues comme terroristes est utilisée par la Cour suprême de la fédération de Russie. Le Comité national antiterroriste tient une liste d'organisations terroristes sur son site Web nac.gov.ru, nommée « Liste fédérale des organisations terroristes et extrémistes ».

### Sri Lanka
Le Sri Lanka interdit l'utilisation de la loi sur la prévention du terrorisme (dispositions temporaires), no 48 de 1979, citée sous le nom de prévention du terrorisme (interdiction des organisations extrémistes).

### Tadjikistan
La Banque nationale du Tadjikistan publie des listes nationales d'individus et d'organisations déclarés terroristes ou extrémistes par la Cour suprême.
En 2015, le Parti de la Renaissance islamique du Tadjikistan a été interdit au Tadjikistan en tant qu'organisation terroriste.

### Union européenne
L'Union européenne dispose de deux listes d'organisations terroristes désignées qui prévoient des sanctions différentes pour les deux groupes. La première liste est copiée des Nations unies, et la seconde est une liste autonome. Le 13 janvier 2020, il y a 21 organisations dans la liste autonome.

### Ukraine
En Ukraine, les républiques populaires de Donetsk et de Louhansk sont désignées comme des organisations terroristes. Les autorités ukrainiennes affirment que les deux organisations sont constituées d'une hiérarchie rigide, de canaux de financement et de fourniture d'armes dans le but de propager délibérément la violence, de prendre des otages, de mener des activités subversives, d'assassiner et d'intimider des citoyens,.